# 大根おろし
大根おろし（だいこんおろし）とは、ダイコンの根部をおろし器を用いてすりおろした食品であり、大根卸しや大根下ろしとも書かれる。独特の辛みがあり、和食の付け合せや薬味として使われることが多い。肉や魚の臭みを中和する効果がある。
大根おろしは消化を助ける働きもあり、天ぷらをはじめ油物や肉料理等、一般的に胃に負担のかかるとされる料理との相性もよい。大根にはアミラーゼ、プロテアーゼ、リパーゼなどの消化酵素が豊富に含まれているが、これら酵素は熱に弱いため、加熱をともなう調理法では有効に利用できない。大根おろしとして生のまますりおろすことで消化を助ける効果をはじめて得ることができる。
大根おろしをパック詰めした冷凍食品やチューブ入りですぐに利用できる商品もある。

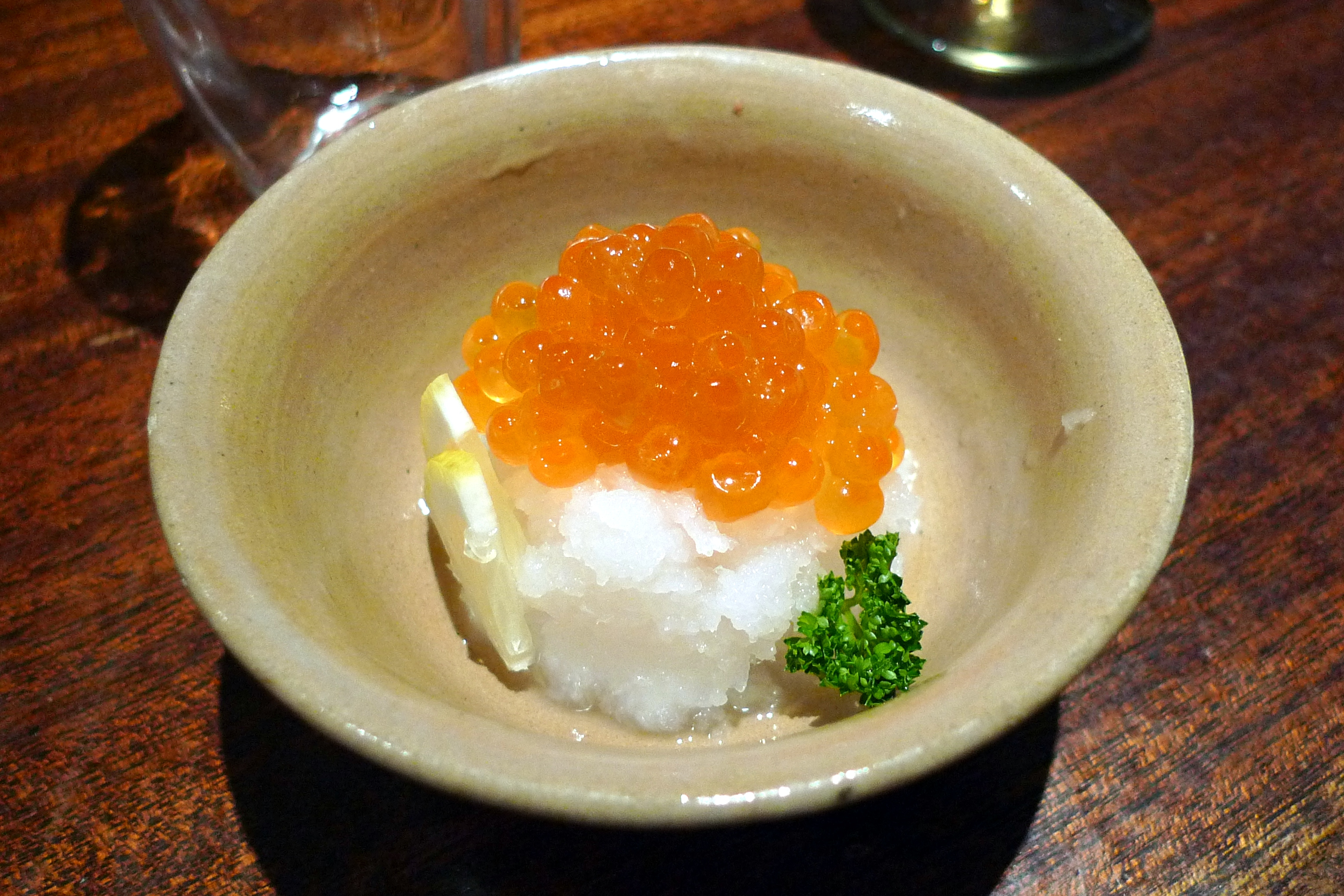
おろしイクラ

## 辛さ

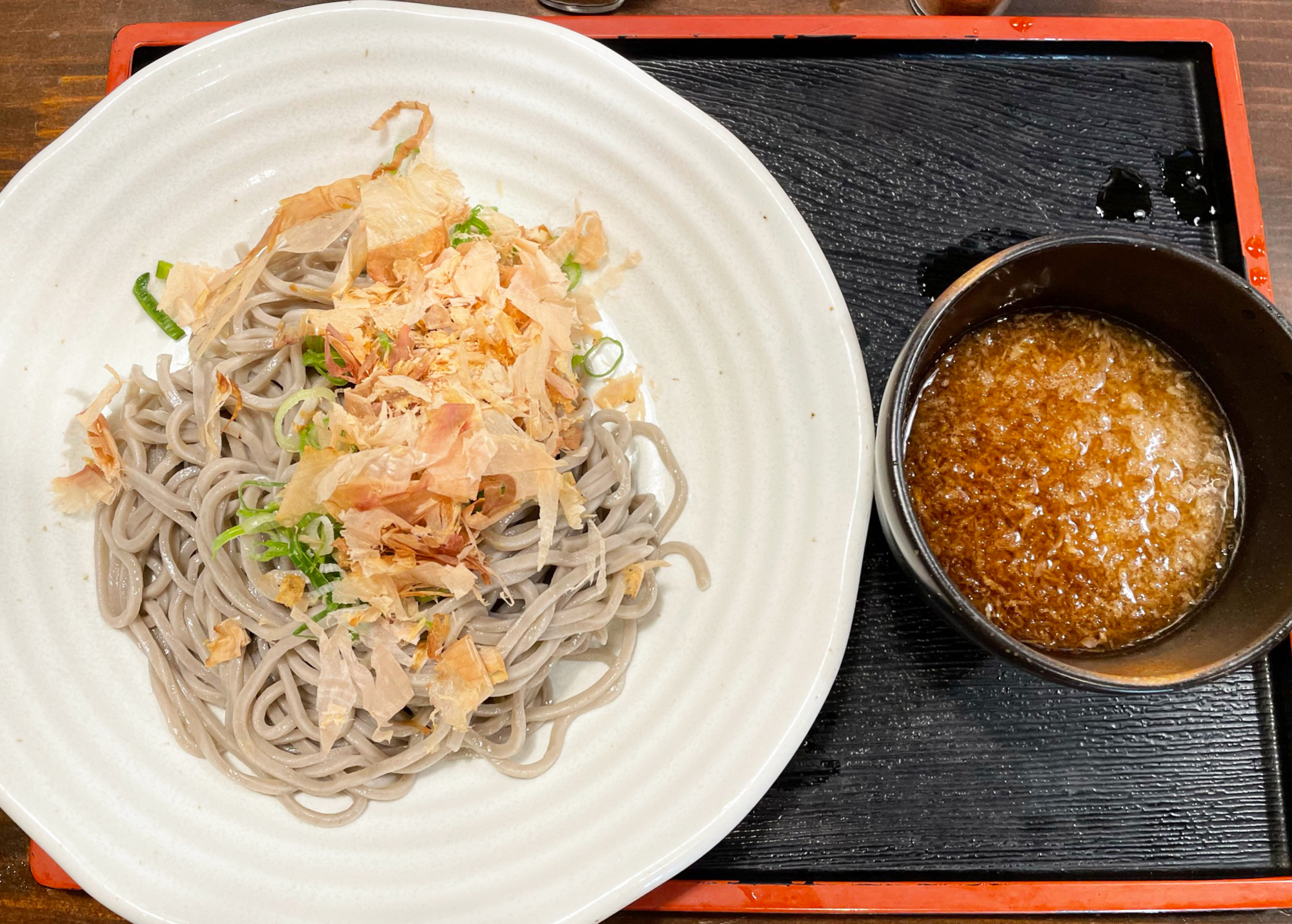
福井の辛味大根おろし蕎麦。大根おろしは薬味として日本料理に欠かさせない

野菜スティック等で生の大根をそのまま食べても、辛みよりむしろ甘みを感じる。大根おろしの辛みは、辛み成分アリルイソチオシアネート（芥子油）によるものであるが、この物質は、そのままの大根の中には存在していないからである。イソチオシアネートは大根をすりおろしたり切ることで、細胞が壊れると初めて化学反応により生成される。そもそも大根中の別々の場所に存在していたイソチオシアネートの前駆物質（グルコシノレート、芥子油配糖体）とミロシナーゼと呼ばれる酵素が、細胞が壊れることにより混ざりあい、イソチオシアネートを生成する化学反応を起こすことによる。イソチオシアネートの前駆物質は根の先端部分ほど含有量が多く、葉に近い部位の約10倍にもなる。また若い大根には多く、成長するにしたがって減少する。そのため辛い大根おろしには夏大根がより適している。

## おろし方

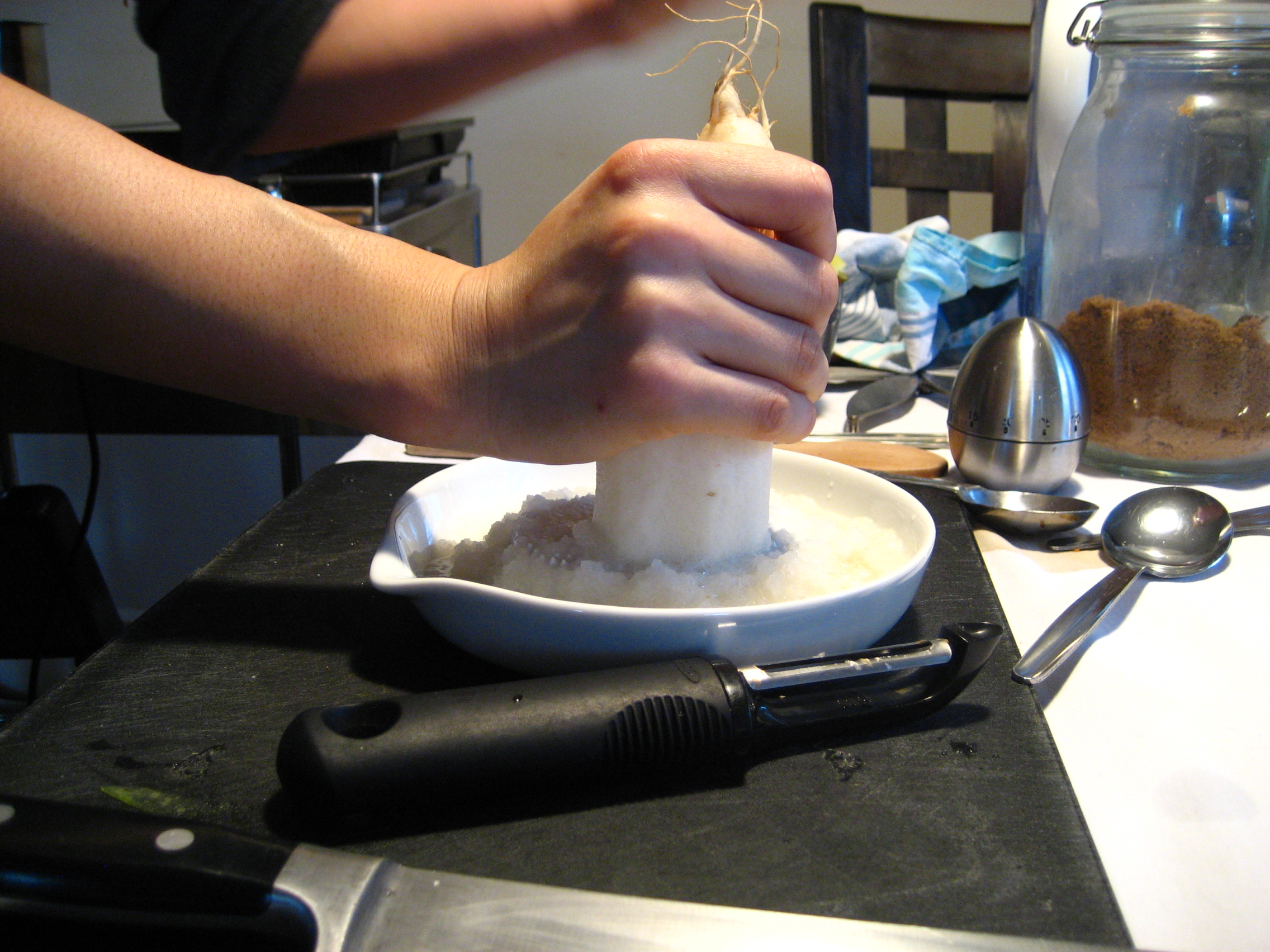
おろし器により大根をすり下ろす

上述のように大根おろしの辛みを得るためには、細胞を効率良く壊すことが必要である。そのためには大根の切断面を繊維を断ち切るようにおろすとよい。おろし金に対して直線に力をこめて一気にすりおろすとより辛味が増す。具体的には長手方向に対して直角に円を描くように回しながらおろすと良い。『怒りながら大根をおろすと辛くなる』という昔ながらの伝承は、道理にかなっているといえる。
さらに、おろしてから5分程度経過したら、辛みがピークに達しその後減少する。また、皮付きでおろすと更に辛みが増す。
逆に辛味を減らしたい場合は、くびの方を使い、輪切りにした側面からゆっくりと円を書くようにすりおろす。繊維に沿っておろすことになり細胞が壊れにくいためである。前述の皮の方に辛みがあるのでさらに芯の部分を使用すると辛みは減少する。
さらに甘みを生かす為にはおろしたあと即加熱することで10分程度で加熱前より2倍程甘みが増す。
イソチオシアネートは揮発性のため、おろしてからしばらくおいておくと辛みが減少する。また、ビタミンCなども時間とともに同様に減少する。それをさけるためには、食べる直前におろす。

## 大根おろしに医者いらず
昔から「大根おろしに医者いらず」との格言があるように、大根おろしは様々な面から体に良い食品とされている。

まず第一に、上記のように消化を助ける働きがある。加えて、ビタミンCを始めとする各種栄養素が豊富に含まれている。
大根には民間療法として、消化、去痰、咳止、利尿、のどの痛み、口内炎の症状軽減に効果があるとされる
また江戸時代には魚の毒を消すものとして重宝された。焼き魚に添えられることが多いのはこのためである。

## もみじおろし

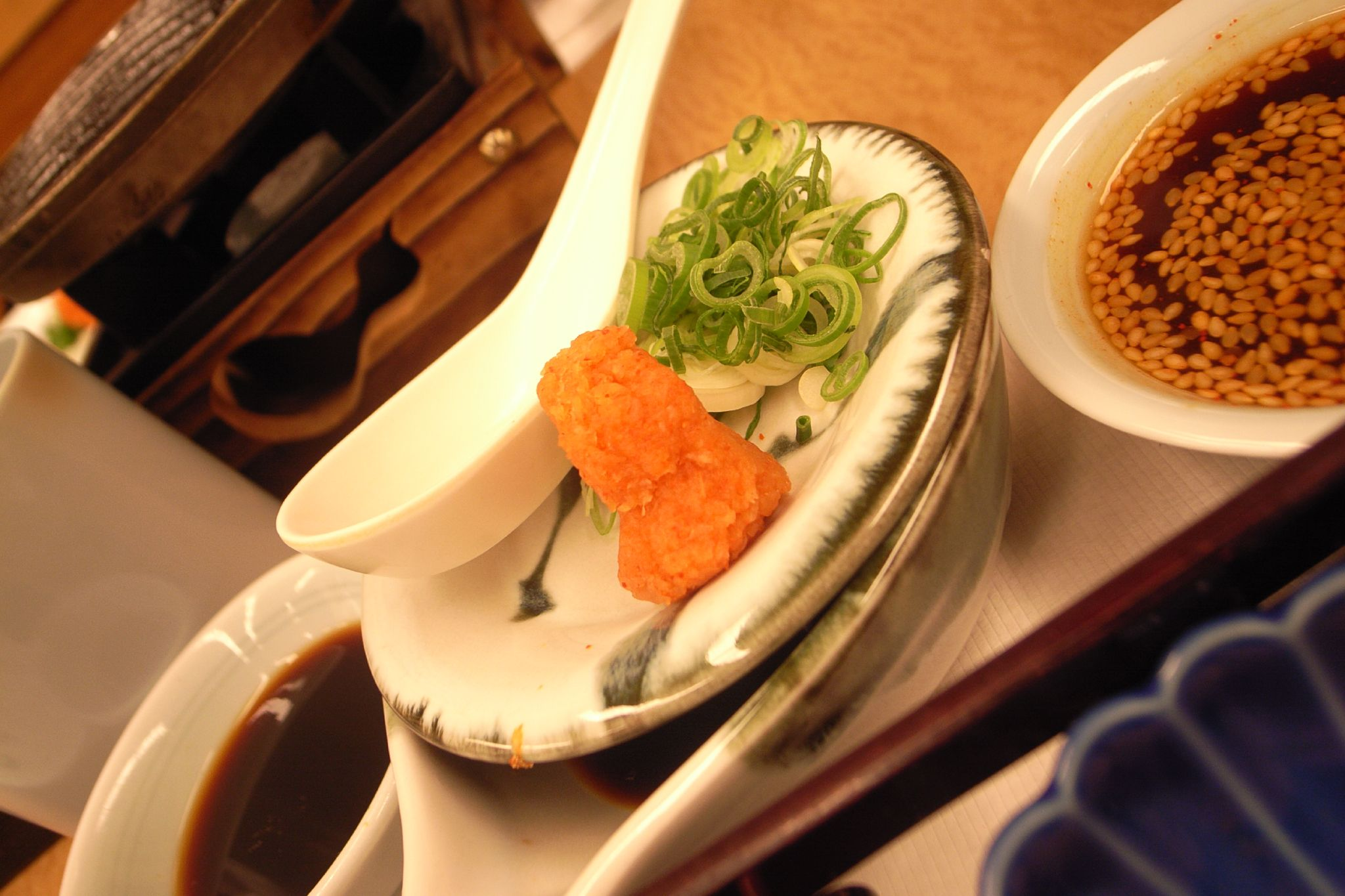
もみじおろし

大根に箸などで穴をあけ、唐辛子を詰めてすりおろすともみじおろしになる。赤おろし（唐辛子をおろして塩漬けにしたもの）と大根おろしを混ぜて作られることもある。紅色が美しく、辛味をいかした薬味として用いられる。なお、大根おろしと人参おろしを混ぜたものも同じくもみじおろしという。

## 用いられる料理
大根おろしを雪に見立てたみぞれ、白雪等の料理名がつけられるものがある。
- みぞれ料理
  - 煮物（みぞれ煮）
  - 鍋料理 - 鍋料理の中に入れたものはみぞれ鍋あるいは雪鍋と呼ばれる。また、漬け汁にも用いられる。
- 餅料理
  - からみ餅[4]
  - おろしもち[5]
- おろし蕎麦[6]